# Oké ma, laten we d'r verder niet meer over ouwehoeren
Oké ma, laten we d'r verder niet meer over ouwehoeren is een hoorspel van Don Haworth. There's no point in arguing the toss werd op 6 april 1967 uitgezonden door de BBC. In 1968 bracht de Westdeutscher Rundfunk het hoorspel onder de titel Über den Tod läßt sich nicht streiten. Paul Vroom vertaalde het en de KRO zond het uit in het programma Dinsdagavondtheater op dinsdag 12 januari 1971. De regisseur was Willem Tollenaar. Het hoorspel duurde 40 minuten.

## Rolbezetting
- Wim van den Heuvel (George)
- Lex Schoorel (Fred)
- Hans Veerman (Smith)
- Harry Bronk, Jan Wegter & Johan te Slaa (drie busconducteurs)
- Dogi Rugani (Freds moeder)
- Nina Bergsma (caissière)
- Willy Ruys (portier)
- Martin Simonis (Crocker)
- Frans Somers (Jones)
- Jos van Turenhout (man)
- Huib Orizand (Harris)
- Nel Snel (vrouw)
- Tonny Foletta (bedrijfsleider)

## Inhoud
George en Fred gaan met hun vader naar de kermis. Die schrikt zich letterlijk dood in het spookhuis. "Natuurlijk, als het gebeurd is, weet iedereen altijd heel precies wat je had moeten doen en wat niet. We hadden onze pa niet in het spookhuis moeten laten gaan...", zo commentarieert de verteller George. Normalerwijze hadden de ‘bevoegde instanties’ nu het geval moeten overnemen, maar de zoons besluiten hun vader gewoon met de bus naar huis te brengen - zoals elke zaterdag. Dat verloopt evenwel niet zonder complicaties…